# Kim Yale
Kimberly „Kim“ Yale (* 22. November 1953; † 7. März 1997) war eine US-amerikanische Comicautorin und Verlagsredakteurin.

## Leben und Arbeit
Yale war seit den 1970er Jahren als Redakteurin und Autorin für die US-amerikanischen Comicverlage Marvel Comics, DC Comics, First Comics und WaRP Graphics tätig. Ihr häufigster künstlerischer Partner war dabei ihr Ehemann, der Autor John Ostrander. Gemeinsam mit diesem arbeitete Yale unter anderem an den Serien Suicide Squad und Manhunter, außerdem plottete sie gastweise Ausgaben der Serien Legionnairs, Batman Chronicles, Deadshot und Elfquest.
Yale starb 1997 an Brustkrebs. Seither vergibt die Organisation Friends of Lulu in ihrem Andenken der Kimberly Yale Award, einen Preis für hoffnungsvolle Nachwuchskünstlerinnen der US-amerikanischen Comicbranche.
| Personendaten    | Personendaten                                        |
| ---------------- | ---------------------------------------------------- |
| NAME             | Yale, Kim                                            |
| ALTERNATIVNAMEN  | Yale, Kimberly                                       |
| KURZBESCHREIBUNG | US-amerikanische Comicautorin und Verlagsredakteurin |
| GEBURTSDATUM     | 22. November 1953                                    |
| STERBEDATUM      | 7. März 1997                                         |